# Elsa Schönfeld
Elsa Schönfeld geb. Bajohr (* 28. März 1908 in Königsberg; † 6. Dezember 1986 in Düren) war eine deutsche expressionistische Malerin.

## Leben
Sie absolvierte von 1924 bis 1928 ein Studium der Malerei an den Kunstakademien Königsberg und Breslau, wo sie unter dem Einfluss von Otto Mueller und der Künstlergruppe Brücke zur expressionistischen Landschaftsmalerei fand. 
Nachdem sie ihr Studium abgeschlossen hatte, ging sie zunächst zurück nach Königsberg, wo sie zwischen 1928 und 1944 als freischaffende Künstlerin wirkte.
In ihrem Atelier in der Roonstraße in Königsberg präsentierte sie ihre Werke, deren Motive sie als Freiluftmalerin an Ort und Stelle auf der Leinwand entstehen ließ.
Während dieser Zeit, lernte sie den Kunstmaler Oskar Schönfeld kennen, den sie 1932 heiratete.
Bedingt durch den schnellen Vormarsch der russischen Streitkräfte und der folgenden Kriegswirren des Zweiten Weltkrieges musste sie mit ihrer Familie relativ schnell Königsberg verlassen und fand zunächst eine neue Bleibe in Himmelpfort, wo sie zwischen 1949 und 1952 eine Anstellung als Kunstlehrerin am Oberschulinternat Schulfarm Scharfenberg fand. Ab 1952 bis 1956 wirkte sie als Kunstlehrerin an den Volksschulen in Templin und Bredeeiche sowie weiterhin in Himmelpfort.
Aufgrund der politischen Gegebenheiten in der DDR floh sie 1956 über Berlin in die Bundesrepublik Deutschland und wurde in Düren sesshaft. Viele ihrer späten Werke entstanden während ihrer zahlreicher Aufenthalte in Griechenland, Italien, Spanien und an der deutschen Ostseeküste.
| Personendaten    | Personendaten                       |
| ---------------- | ----------------------------------- |
| NAME             | Schönfeld, Elsa                     |
| ALTERNATIVNAMEN  | Bajohr, Elsa (Geburtsname)          |
| KURZBESCHREIBUNG | deutsche expressionistische Malerin |
| GEBURTSDATUM     | 28. März 1908                       |
| GEBURTSORT       | Königsberg                          |
| STERBEDATUM      | 6. Dezember 1986                    |
| STERBEORT        | Düren                               |